# Stefan Kretzschmar
Stefan Kretzschmar (født 17. februar 1973 i Leipzig) er en pensioneret tysk håndboldspiller, der spillede de sidste mere end ti år af sin aktive karriere for den tyske Bundesligaklub SC Magdeburg. Kretzschmar var altid let genkendelig på grund af sit lange hår og mange tatoveringer, og han markerede sig desuden ofte i medierne med politiske synspunkter.

## Karriere

### Klubhold
I sin ungdom spillede han i den østberlinske klub SC Dynamo Berlin. Efter murens fald spillede han først i SV Blau-Weiß Spandau, inden har i 1993 skiftede til VfL Gummersbach. I 1996 gik turen videre til SC Magdeburg, hvor han spillede resten af sin karriere til 2007. Her blev han blandt andet tysk mester i 2001 samt Champions League-vinder i 2002 og 2007.

### Landshold
Kretzschmar debuterede på det tyske landshold i 1993, og han nåede gennem sin karriere at spille 218 landskampe og score 821 mål. Han var med til at vinde VM-sølv i 2003.
Han deltog i tre olympiske lege for Tyskland. Ved OL 1996 blev holdet nummer syv og fire år senere i Sydney blev det til en femteplads. Bedst gik det i hans sidste OL, OL 2004 i Athen. Her gik tyskerne videre fra en tredjeplads i indledende pulje, hvorpå de besejrede Spanien i kvartfinalen efter forlænget spilletid og straffekastkonkurrence. I semifinalen blev til til en klar sejr over det russiske hold, inden det i finalen igen blev til nederlag til kroaterne, der dermed vandt guld. Russerne fik bronze.
På grund af stridigheder med den mangeårige landstræner Heiner Brand var Kretzschmar ofte ude i kulden på landsholdet og nåede aldrig at vinde en guldmedalje med sit land.  

## Familie og privatliv
Stefan Kretzschmar er søn af Waltraud og Peter Kretzschmar, der begge spillede håndbold. Hans far var træner for det østtyske kvindelandshold, der vandt OL-sølv i 1976 og OL-bronze i 1980, i begge tilfælde med hans mor som spiller på holdet.
Han blev i 1998 gift med cubaneren Maria Linares, med hvem han fik datteren Lucie-Maria Kretzschmar, som ligeledes spillede håndbold samt beachhåndbold. Stefan Kretzschmar blev i 2000 separeret og senere skilt, mens han havde et forhold til svømmeren Franziska von Almsick. Fra 2007 fandt han igen sammen med sin tidligere hustru, og parret fik derpå en søn sammen. Parret blev igen gift i 2009, men er senere atter gået fra hinanden.